# Embu (stad)
Embu is een stad in Kenia, 120 km ten noordoosten van Nairobi en 40 km ten zuiden van de Mount Kenya. Embu is de hoofdstad van de Keniaanse provincie Mashariki en het district Embu. In de stad wonen 41.092 inwoners (peildatum 1999). De stad behoort tot het handelscentrum van Oost-Kenia alsmede voor de Embu stam (Aembu). De stad ligt 1350 meter boven zeeniveau en is in 1906 gesticht door Britse kolonisten. In 1930 werden er verschillende scholen gesticht. Momenteel zijn in de provinciehoofdstad vele provinciekantoren gevestigd alsmede een ziekenhuis. In de stad wordt onder andere kleding en schoeisel gefabriceerd.
De stad is bekend vanwege haar Jacarandabomen die de stad tijdens de bloeitijd in een paarse bloemenzee veranderen. Ze verliezen na de regentijd, dat meestal oktober en november plaatsvindt, hun bladeren. Er ligt een kleine landingsstrook van 1 km lang 7,1 km ten zuidoosten van de stad. Embu wordt opgedeeld door de rivier Ruvingaci. In het westen bevindt zich het Njukiriwoud.

## Religie
In de stad liggen veel Christelijke kerken, zoals de: Anglican's St. Paul's Cathedral en de Diocese of Mount Kenia East. De laatste genoemde heeft een unieke Afrikaans-geïnspireerd ontwerp in is een van de grootste in Afrika.

## Onderwijs
Embu kent veel opleidingen en onderwijsinstellingen, zoals:
- St Paul's High School-Kevote
- Kyeni Girls High School
- Kangaru High School
- Nguviu Boys High School
- Embu Lions Primary School
- County Primary
- Embu High School and College
- East College

## Geboren
- John Njue (1944), geestelijke en kardinaal van de Katholieke Kerk